# أندرو غيدز باين
أندرو غيدز باين (بالإنجليزية: Andrew Geddes Bain)‏ هو مهندس وجيولوجي جنوب أفريقي، ولد في 11 يونيو 1797 في تورسو في المملكة المتحدة، وتوفي في 20 أكتوبر 1864 في كيب تاون في جنوب أفريقيا بسبب نوبة قلبية.